# George Wilbur Peck
George Wilbur Peck (Henderson, 28 settembre 1840 – Milwaukee, 16 aprile 1916) è stato un politico, militare, editore e scrittore statunitense. Fu il nono sindaco di Milwaukee nel 1890 e il 17º governatore del Wisconsin dal 1891 al 1895.

## Biografia
Peck nacque nel 1840 a Henderson, New York. Era il maggiore dei tre figli di David B. e Alzina P. (Joslin) Peck. Nel 1843, la famiglia si trasferì in quella che ora è Cold Spring, nel Wisconsin. Peck frequentò la scuola pubblica fino all'età di 15 anni, quando cominciò a lavorare come apprendista nel settore della stampa. Sposò Francena Rowley nel 1860 ed ebbe due figli. Nel 1863 si arruolò nel decimo Reggimento del Wisconsin. Fu fatto prigioniero e detenuto nella prigione di Libby a Richmond, in Virginia. Dopo essere stato rilasciato grazie ad uno scambio di prigionieri, fu nominato all'Accademia militare di West Point da Abraham Lincoln. Fu promosso tenente e prestò servizio fino al 1866.
Peck fu anche un editore di giornali e fondò giornali a Ripon e La Crosse, nel Wisconsin. Il suo giornale di La Crosse, The Sun, fu fondato nel 1874. Nel 1878 Peck spostò il giornale a Milwaukee ribattezzandolo Peck's Sun. Il settimanale conteneva anche alcuni suoi scritti umoristici tra cui le famose storie di Peck's Bad Boy.
Nella primavera del 1890 Peck corse come sindaco di Milwaukee. Peck fu eletto eletto da democratico nonostante la maggioranza repubblicana nella città. I leader democratici dello stato presero nota e fecero di Peck il candidato del partito per la corsa a governatore del 1890. Peck vinse anche queste elezioni, battendo William Hoard e rassegnò le dimissioni da sindaco di Milwaukee l'11 novembre 1890, pochi mesi dall'inizio del suo mandato come sindaco. Fu rieletto come governatore nel 1892, sconfiggendo il repubblicano John C. Spooner, ma non riuscì ad ottenere un terzo mandato perdendo contro William Upham nel 1894. Partecipò alle elezioni come governatore ancora una volta nel 1904 ma perse contro Robert M. La Follette, Sr.
Peck morì nel 1916 a Milwaukee a 75 anni e fu sepolto al Forest Home Cemetery. Dopo la sua morte, i suoi scritti di Peck's Bad Boy divennero la base per diversi film e uno show televisivo di breve durata, tra cui Peck's Bad Boy e Peck's Bad Girl.